# Tir à la silhouette métallique

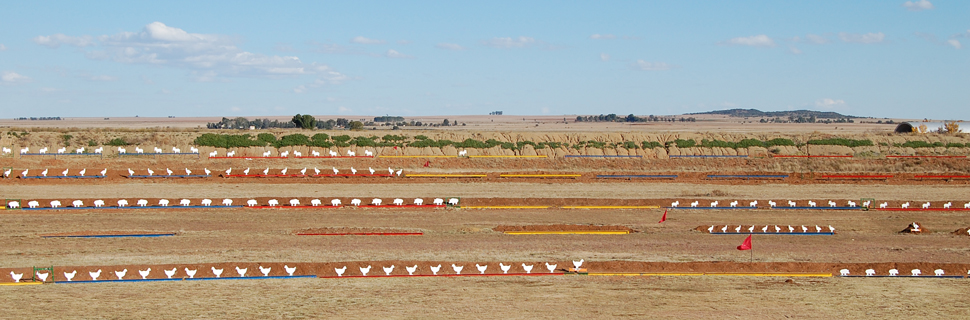

Le tir à la silhouette métallique est une discipline de tir sportif.

## Historique
Le tir à la silhouette métallique, ou silhuetas metallicas, a été créé vers 1914 lorsque le chef des rebelles et stratège Pancho Villa et ses hommes ont attaqué des villages et des ranchs dans l’État de Chikupehua, au nord du Mexique.
Un jour, après s’être éloignés de la cavalerie yankee, les banditos ont attaqué un gros ranch dans le nord du pays, où ils ont passé quatorze jours à faire la fête.
Finalement, une querelle provoquée par la tequila a éclaté entre deux partisans de Villa pour savoir qui était le meilleur tireur. Normalement, un tel argument aurait abouti à une fusillade. Le chef de la troupe, Juan Martinez, a décidé de lancer dans une concours en prenant pour cible deux bouvillons vivants. Les malheureux animaux ont été attachés à des arbres éloignés et le concours a commencé. Les concurrents ont été autorisés à tirer en alternance jusqu’à ce que l’un d’eux réussisse à tuer son animal et soit déclaré vainqueur.
L’idée a fait son chemin et bientôt les poulets, les moutons et les chèvres ont été littéralement «enchaînés» pour servir de cibles. Après la révolution, les Villistas sont retournés dans leurs fermes et leurs villas à travers le Mexique, emportant avec eux un nouveau sport à pratiquer lors des fêtes dans les décennies à venir.
La pratique de tirer sur des cibles d’animaux vivants s’est poursuivie et s’est affinée avec le temps, en utilisant des fusils et des armes de poing. Tous les coups provoquant une blessure étaient comptés.
Peu de temps après la Seconde Guerre mondiale, les silhouettes découpées métalliques ont commencé à se substituer aux animaux vivants, à la fois pour des raisons humanitaires et pratiques : il ne restait plus grand chose d’un poulet après un coup direct avec un fusil de forte puissance ! Même dans ce cas, le sport original consistant à tirer sur des animaux vivants perdura dans les zones périphériques jusqu’à la fin des années 50, généralement en conjonction avec une fête.
C’est Don Gonzalo Aguilar qui a véritablement commencé à tirer les silhouettes métalliques au Mexique. Il a joué un rôle déterminant dans la mise en scène des Silhuetas Metallicas Nacionales à Mexico en 1952, quatre ans après avoir organisé le premier tournoi amical. Les cibles étaient des gallinas (poulets) à 200 m, des gualotes (dindes) à 385 m et des borregos (moutons) à 500 m. Il a fallu plusieurs années avant que la cible javelina (porc) ne soit utilisée.
Au début des années 60, le sport était bien géré et contrôlé, en particulier dans le nord où la Liga del Norte (la Ligue du Nord) avait été formée. Bientôt, de nombreux Américains firent régulièrement le déplacement à travers le Rio Grande pour participer aux compétitions de tir à la silhouette métallique. Peu de temps après, le sport a été popularisé dans le monde entier.

## Description
Le tir sur silhouettes métalliques consiste en une épreuve en extérieur, constituée par des silhouettes en métal qui doivent basculer sous la puissance de l'impact pour que le point soit compté.
C'est une discipline de tir à qui se pratique l'arme de poing ou à la carabine.
Ces silhouettes, par ordre de taille croissant sont : le poulet, le cochon, le dindon et le mouflon. Les distances de tir peuvent être très importantes et les armes sont donc équipées d'une lunette pour les disciplines : Field optique, carabine Petit Calibre et carabine Gros Calibre. Les autres disciplines se tirent en visée ouverte.
Cette discipline très particulière est assez peu répandue en France, du fait de la rareté des stands de tirs proposant les grandes distances nécessaires, et aussi à cause du prix des cibles, réalisées dans des aciers spéciaux très durs pour résister aux impacts de balles.

## Catégories de tir
- Les armes de poing Gros Calibre (tout calibre autorisé) divisées en 4 disciplines : Debout, Revolver, Production et Unlimited. Les distances de tir sont : 50m pour les poulets, 100m pour les cochons, 150m pour les dindons et 200m pour les mouflons. Les cibles sont à l’échelle 1/1, surnommées « bêtes pleine taille ».
- Les armes de poing Petit Calibre (22LR uniquement) divisées en 4 disciplines : Debout, Revolver, Production et Unlimited. Les distances de tir sont : 25m, 50m, 75m et 100m. Les cibles sont à l’échelle 3/8.
- Les armes de poing Field (tout calibre autorisé) divisées en 2 disciplines : Visée ouverte et visée optique. Les distances de tir sont : 25m, 50m, 75m et 100m. Les cibles sont à l’échelle 1/2.
- Les armes d’épaule Petit Calibre (22LR uniquement) divisées en 2 disciplines : la légère et la silhouette (lourde). Les distances de tir sont : 40m, 60m, 77m et 100m. Les cibles sont à l’échelle 1/5.
- Les armes d’épaule Gros Calibre (> 6mm) divisées en 2 disciplines : la légère et la hunting (lourde). Les distances de tir sont : 200m, 300m, 385m et 500m. Les cibles sont à l’échelle 1/1
- L’air comprimé (4,5mm uniquement), divisé en deux catégories, pistolet et carabine. Les distances de tir sont de 10m, 12m, 15m et 18m pour le pistolet, et 18m, 27m, 33m et 41m pour la carabine. Les cibles sont à l’échelle 1/10.
Tableau récapitulatif des distances de tir
|                             | Poulet | Cochon | Dindon | Mouflon |
| Carabine Petit calibre      | 40 m   | 60 m   | 77 m   | 100 m   |
| Carabine Gros calibre       | 200 m  | 300 m  | 385 m  | 500 m   |
| Arme de poing Gros Calibre  | 50 m   | 100 m  | 150 m  | 200 m   |
| Arme de poing Petit Calibre | 25 m   | 50 m   | 75 m   | 100 m   |
| Arme de poing Field Pistol  | 25 m   | 50 m   | 75 m   | 100 m   |
| Air comprimé Pistolet       | 10 m   | 12 m   | 15 m   | 18 m    |
| Air comprimé Carabine       | 18 m   | 27 m   | 33 m   | 41 m    |

L'intérêt d'une telle discipline est la gamme des talents qu'elle impose. Le tireur doit être précis dans un environnement naturel soumis au climat (luminosité, vent...) et où les cibles sont placées jusqu'à une distance de 500 mètres tout en utilisant une arme particulièrement puissante pour faire tomber la cible.
Les tireurs à la silhouette métallique peuvent tirer dans diverses positions, debout, allongés sur le ventre ou allongés sur le dos selon la position dite creedmore.
Certains tirs sont obligatoirement debout : 
- Gros Calibre Debout
- Field Pistol visée ouverte
- Field Pistol visée optique
- Petit Calibre debout
- Toutes les disciplines carabine (Petit et Gros Calibre)

Les tailles des silhouettes varient avec les catégories : 
| Taille en cm (L x H)                             | Echelle | Poulet  | Cochon    | Dindon    | Mouflon   |
| ------------------------------------------------ | ------- | ------- | --------- | --------- | --------- |
| Arme de poing Gros Calibre Carabine Gros calibre | 1/1     | 36 x 30 | 58 x 28   | 48 x 58   | 84 x 71   |
| Arme de poing Field                              | 1/2     | 18 x 15 | 29 x 19   | 24 x 29   | 42 x 36   |
| Arme de poing petit calibre                      | 3/8     | 13 x 11 | 22 x 14   | 18 x 22   | 31 x 27   |
| Carabine Petit Calibre                           | 1/5     | 7 x 6   | 12 x 8    | 10 x 12   | 17 x 14   |
| Air comprimé Pistolet et Carabine                | 1/10    | 3,6 x 3 | 5,8 x 2,8 | 4,8 x 5,8 | 8,4 x 7,1 |

## Déroulement d’un match
Un match, quel que soit la discipline, comporte 40 cibles : 10 poulets, 10 cochons, 10 dindons et 10 mouflons.
Les cibles sont tirées de gauche à droite en deux demi-séries de 5 coups en commençant par la plus courte distance. Les tireurs disposent auparavant de 5 cartouches d’essai, cibles et distance à leur libre choix.
Les tireurs ont 2 minutes pour tirer 5 coups pour les armes de poing et 2 minutes 30 secondes pour les armes d’épaule.
Chaque cible renversée est comptée 1 point, le maximum étant de 40 points (10 à chaque distance).
On ne revient jamais sur une cible tirée : si elle est manquée, on passe à la suivante.
Une erreur de cible compte 0 point pour les deux : par exemple, si un tireur fait tomber la troisième alors qu’il aurait dû tirer la deuxième, ces deux cibles comptent 0 point.
Il n’y a pas d’incident de tir en silhouette métallique. Le match continue à se dérouler normalement, c’est au tireur de régler le problème avant la fin du match.
La silhouette se pratique en équipe de deux personnes : le tireur et son coach. Le rôle principal du coach est d’indiquer au tireur où est arrivée sa balle, en ou hors cible, lui donnant ainsi une aide pour corriger le réglage de ses instruments de visée. Le coach tient également le décompte des points. Il peut aussi indiquer sur quelle cible le tir doit s’effectuer, rappeler au tireur de changer le réglage de ses organes de visée au changement de distance, … Il n’est par contre pas autorisé à toucher à l’arme du tireur, par exemple pour regarnir un chargeur entre deux demi-séries.
A noter qu’il n’existe aucune distinction d’âge ni de sexe dans les classements. Égalité parfaite... Seul le type d’arme sépare les tireurs en catégories.
Les disciplines à la silhouette métallique sont :

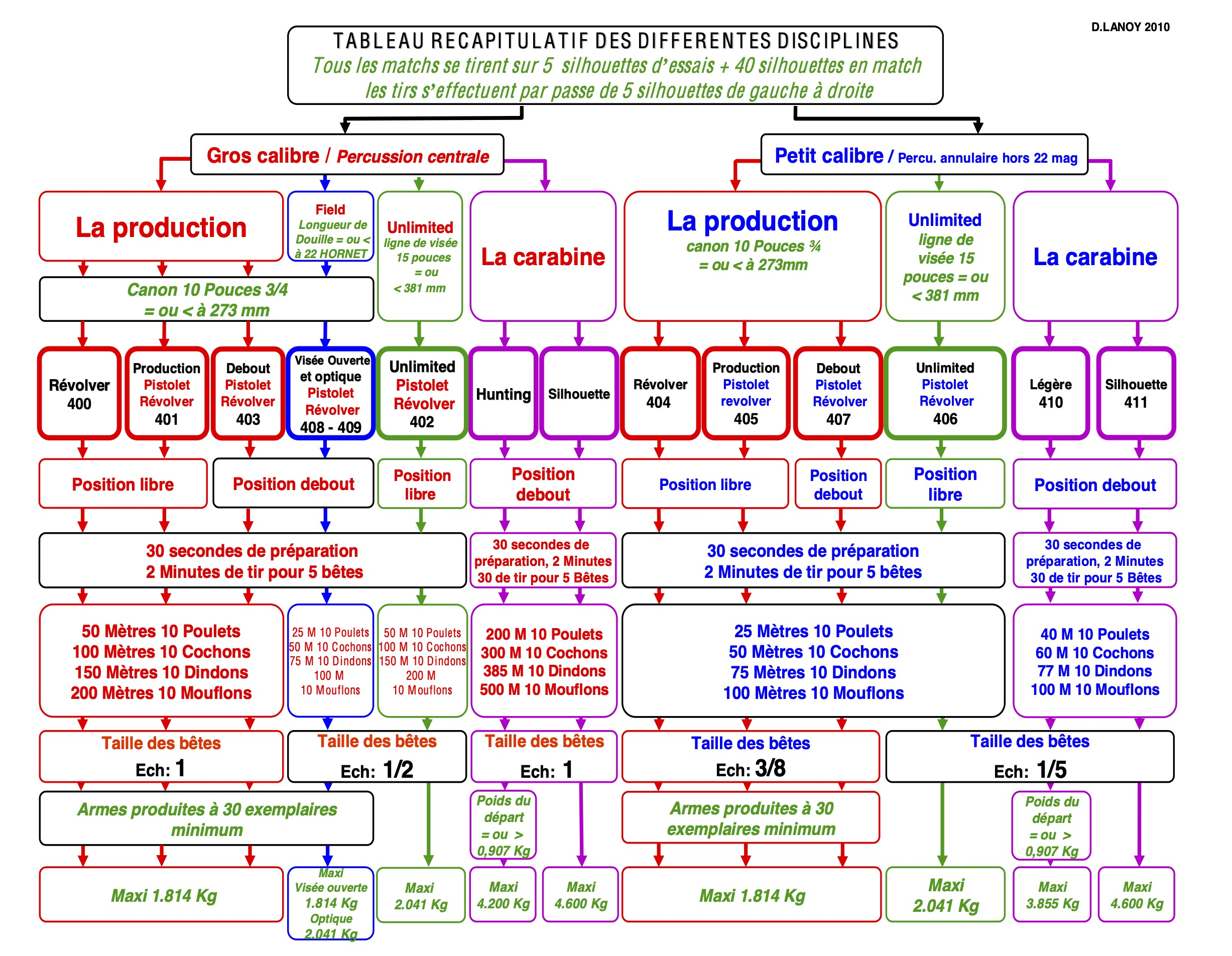
tableau des arbitres 2010

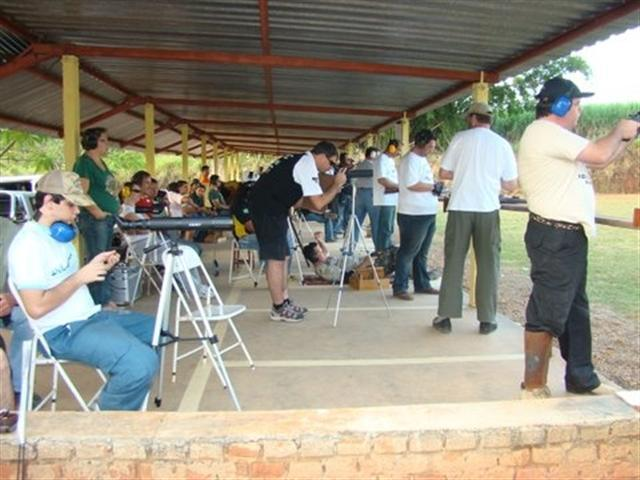
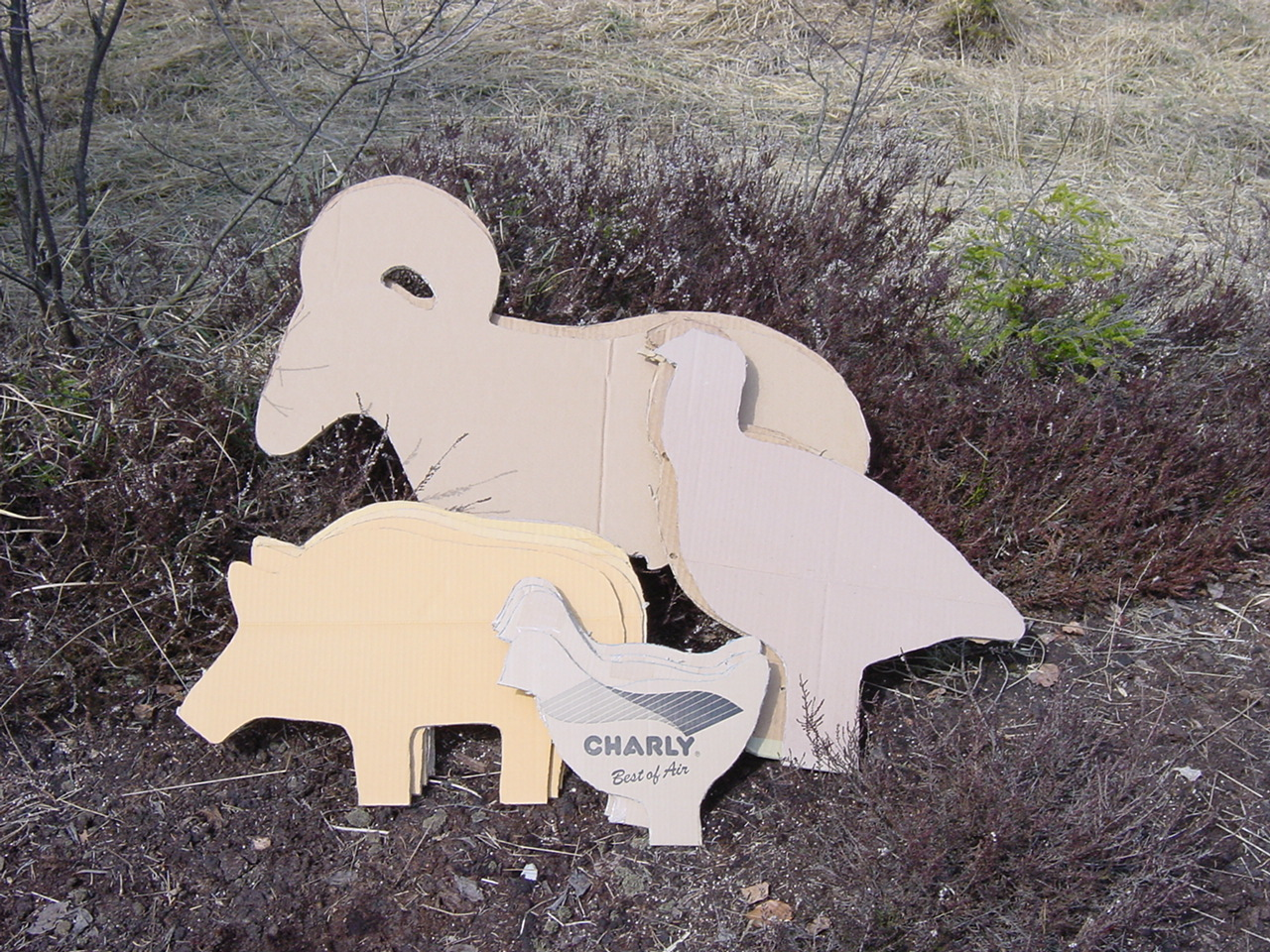

## Les armes

### Armes de poing
Deux classes (GC et PC) :
- production : revolver – pistolet
- unlimited (plus de libertés sur l’arme qu’en production).

Production (revolver / pistolet) :
- Armes "sorties de la boite" manufacturées depuis au moins un an et disponibles couramment sur catalogues.
- Poids maxi : 4 livres (british bien sûr) soit 1814 g.
- Longueur maxi de canon : 10 pouces 3/4 soit 273 mm.
- Sont également limitées la longueur totale et la ligne de mire.
- Modifications admises: montage d'organes de visée et d'une crosse du commerce
- Tout calibre, à condition qu’il soit prévu pour l'arme en question, et amélioration du départ (polissage des surfaces d'accrochage détente et modification des ressorts).

On y trouve les revolvers et les pistolets à un coup (voire semi-automatiques en .22).
Unlimited :
Ici, on peut faire ce qu'on veut comme modifications.
Sont limités: le poids : 2041 g.; la longueur totale : 635 mm.; la longueur du canon et de la ligne de visée : 381 mm.; la longueur hors tout des organes de visée, y compris tunnels, caches, etc. : 457 mm.
On trouve ici des armes du commerce ou des adaptations de tireurs, souvent à partir de carabines.
Le tir se fait aux mêmes distances que la production, mais sur des bêtes demi-taille ! C’est-à-dire que le Gros Calibre arme de poing tirera sur des cibles Field, et que le Petit Calibre arme de poing utilisera les cibles carabine Petit Calibre.
Aucun poids minimum de départ n’est imposé.
Le Field Pistol se tire debout avec une arme à percussion centrale.
- En visée ouverte (ou field production) avec toute arme production, revolver ou pistolet
- En visée optique (ou field optique) avec toute arme production, revolver ou pistolet, éventuellement équipé d'une optique, poids maxi de l'ensemble:2041 g.

Aucun poids minimum de départ n’est imposé.
Tous les types d’instruments de visée sont autorisés (ouverts ou optiques).

### Armes longues
Gros calibre : poids maximum 4,6 kg (10 livres 2 onces 109 grains) instruments de visée inclus en catégorie silhouette, 4,2 kg (9 livres 4 onces 67 grains) instruments de visée compris en catégorie légère.
Le poids minimum de départ est de 0,907 kg (2 livres) en catégorie légère, pas de poids minimum de départ en catégorie hunting.
Le calibre doit être supérieur ou égal à 6mm.
Petit calibre : poids maximum 4,6 kg (10 livres 2 onces 109 grains) instruments de visée inclus en catégorie silhouette, 3,855 kg (8 livres 8 onces) instruments de visée compris en catégorie légère.
Le poids minimum de départ est de 0,907 kg (2 livres) en catégorie légère, pas de poids minimum de départ en catégorie silhouette.
Le calibre .22 est imposé (22LR, 22 Long, 22 Short)
Tous les types d’instruments de visée sont autorisés (ouverts ou optiques).

## Positions de tir

### Arme de poing
GC et PC, Position libre en Production et Unlimited
- A plat ventre, assis
- Creedmore (appui de la nuque sur le bras faible)
- Grenouille crevée

### Revolver et Debout
- Tir debout sans appui obligatoire

### Field
- Tir debout sans appui obligatoire

### Armes longues
- Tir debout sans appui obligatoire